# Knez Gorica
Knez Gorica is een plaats in de gemeente Karlovac in de Kroatische provincie Karlovac. De plaats telt 109 inwoners (2001).